# Jennifer Valente
Jennifer Valente (San Diego, 24 december 1994) is een Amerikaans weg- en baanwielrenster die sinds 2018 rijdt voor Sho - Air TWENTY20. Ze is Olympisch kampioen en meervoudig wereldkampioen op de baan.

## Carrière
In 2011 werd Valente wereldkampioen scratch bij de juniordames. Bij de elite won ze het wereldkampioenschap op de ploegenachtervolging in 2016, 2017 en 2018. Valente nam deel aan de Olympische Zomerspelen van 2016 in Rio de Janeiro; op die spelen won ze zilver namens de Verenigde Staten, samen met Sarah Hammer, Kelly Catlin en Chloé Dygert. In de finalestrijd voor goud werden ze met ruim twee seconden verslagen door het Britse viertal: Katie Archibald, Laura Trott, Elinor Barker en Joanna Rowsell. Vijf jaar later, in augustus 2021 op de Olympische Spelen in Tokio verloren de Amerikanen Valente, Dygert, Megan Jastrab en Emma White in de halve finale, maar wonnen ze de strijd om het brons van Canada met ruim 2,5 seconde verschil. Individueel won Valente goud op het onderdeel omnium.
In 2023 behaalde Valente haar twintigste medaille op het Wereldkampioenschap baanwielrennen dat gehouden werd in Glasgow. Ze behaalde goud op de onderdelen scratch en omnium en brons bij de afvalkoers.

## Belangrijkste resultaten

### Baanwielrennen
| Jaar      | AK                                                   | WK                                           | Overig |           |
| Als elite | Als elite                                            | Als elite                                    | Als elite | Als elite |
| --------- | ---------------------------------------------------- | -------------------------------------------- | --- | --------- |
| 2012      | keirin                                               |                                              | Pan-Amerikaanse kampioenschappen: · scratch, Keirin                                                                                                   |           |
| 2013      | scratch · keirin                                     |                                              | |           |
| 2014      |                                                      |                                              | Pan-Amerikaanse kampioenschappen: · ploegenachtervolging, omnium                                                                                      |           |
| 2015      | omnium · achtervolging · scratch                     | achtervolging                                | Pan-Amerikaanse Spelen: ploegenachtervolging · Pan-Amerikaanse kampioenschappen: · ploegenachtervolging, scratch                                      |           |
| 2016      |                                                      | ploegenachtervolging                         | Olympische spelen: · ploegenachtervolging |           |
| 2017      | omnium · puntenkoers · scratch                       | ploegenachtervolging                         | WB Los Angeles: ploegenachtervolging · WB Manchester: omnium · WB Pruszków: omnium · Pan-Amerikaanse kampioenschappen: · puntenkoers, scratch, omnium |           |
| 2018      | omnium                                               | ploegenachtervolging · puntenkoers           | WB Minsk: ploegenachtervolging · Pan-Amerikaanse kampioenschappen: · puntenkoers, scratch, omnium, · ploegenachtervolging, koppelkoers                |           |
| 2019      |                                                      | omnium                                       | WB Minsk: puntenkoers, ploegenachtervolging, omnium WB Brisbane: omnium                                                                               |           |
| 2020      |                                                      | ploegenachtervolging · scratch · puntenkoers | WB Milton: ploegenachtervolging, omnium |           |
| 2021      |                                                      | scratch                                      | OS: omnium, ploegenachtervolging |           |
| 2022      | afvalkoers · keirin · omnium · puntenkoers · scratch | omnium · afvalkoers · puntenkoers            | WB Milton: · afvalkoers · omnium · ploegenachtervolging                                                                                               |           |
| 2023      | afvalkoers · omnium · scratch                        | omnium · scratch · afvalkoers                | WB Milton: · afvalkoers · omnium |           |
| 2024      |                                                      | scratch · afvalkoers                         | WB Milton: · afvalkoers · koppelkoers · omnium · Olympische Spelen: · omnium · ploegenachtervolging                                                   |           |

## Ploegen
- 2013 –  Exergy Twenty16
- 2018 –  Sho-Air TWENTY20
- 2019 –  Sho-Air TWENTY20
- 2023 –  Virginia's Blue Ridge-TWENTY24
- 2024 –  Virginia's Blue Ridge-TWENTY24

2012: Laura Trott · 
2016: Laura Trott · 
2020: Jennifer Valente ·
2024: Jennifer Valente
2012: King, Rowsell, Trott ·
2016: Archibald, Barker, Rowsell, Trott  ·
2020: Brauße, Brennauer, Klein, Kröger ·
2024: Dygert, Faulkner, Valente, Williams